# 和硕和嘉公主
和硕和嘉公主（1745年12月24日—1767年10月29日），愛新覺羅氏，乾隆帝第四女。生母纯贵妃苏佳氏。

## 生平
乾隆十年十二月初二日卯時出生，接生姥姥為王氏與徐氏，與孝賢純皇后生永琮時相同。生母苏氏时为純貴妃。因年齡比四公主即後來的和碩和婉公主小而在被稱為五公主，直到四公主在乾隆十六年改稱為和碩和婉公主後，四公主的稱號改由原本的五公主擁有。乾隆十六年的宮分總折記五公主位下有宮女子英妞、朗元、喜格、文妞、蘭彥其及二妞兒六人。

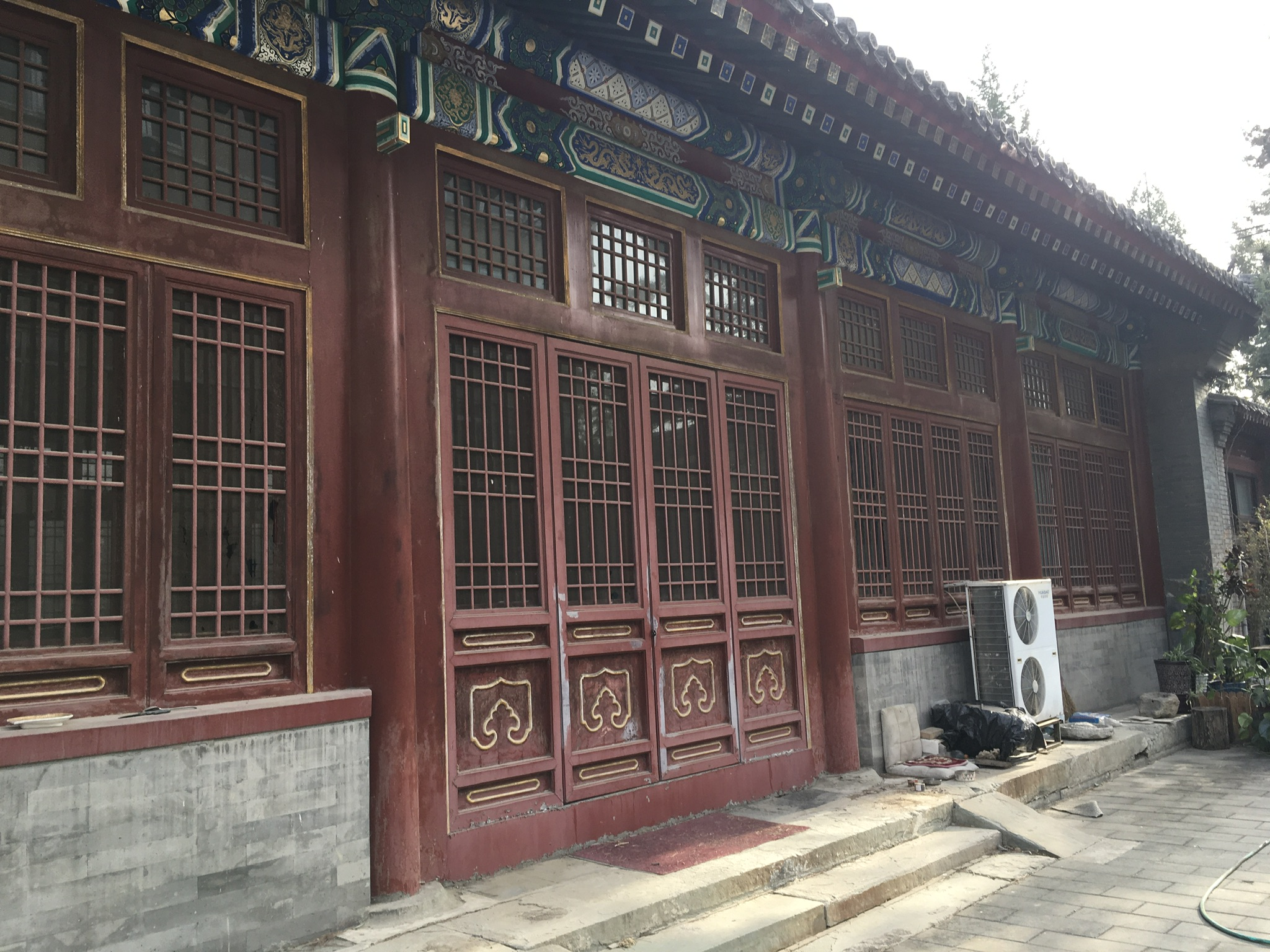
和碩和嘉公主府

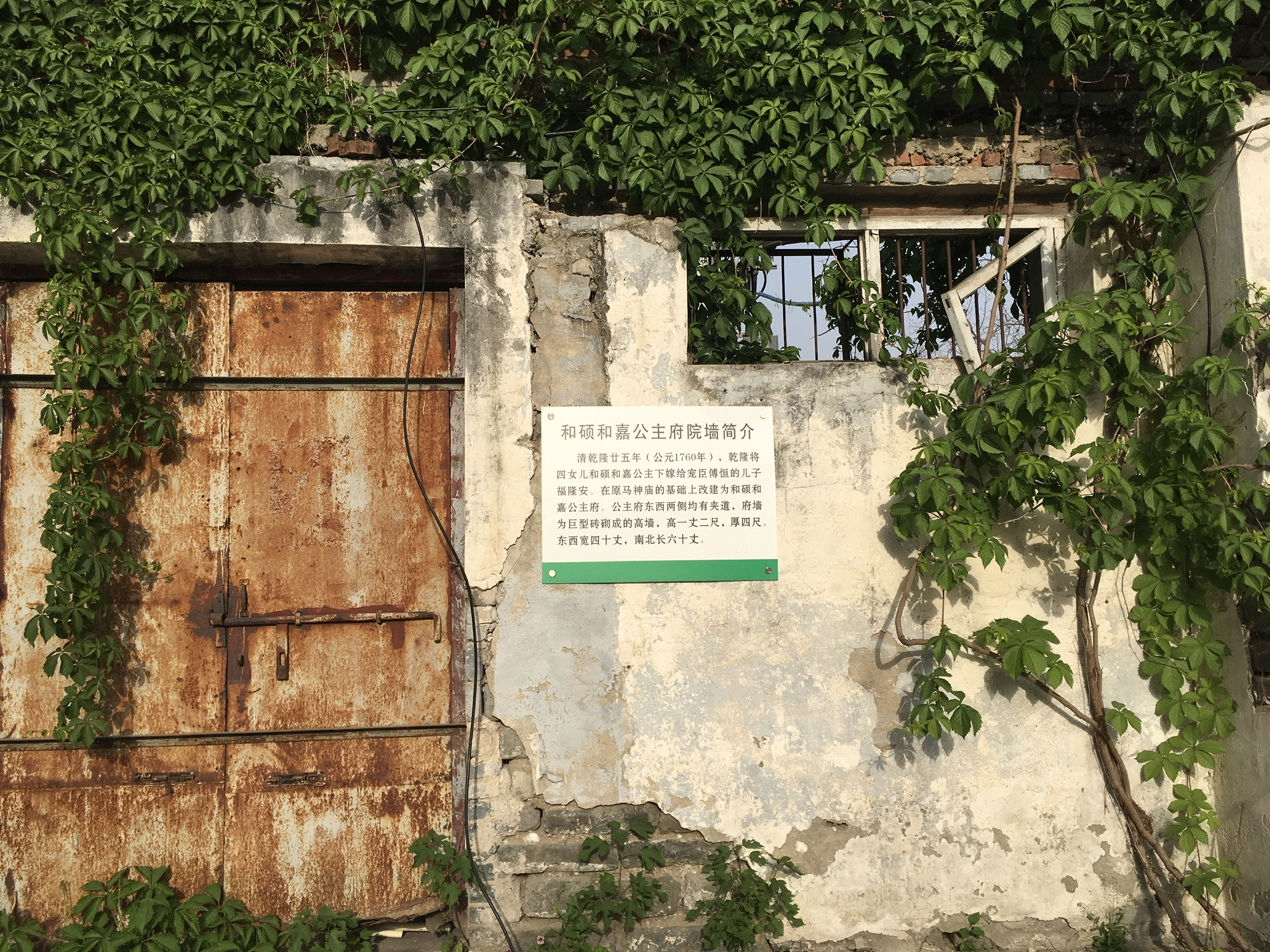
和碩和嘉公主府院牆

乾隆二十五年（1760）正月封今位号，三月二十五日下嫁大學士傅恆次子福隆安，四月初三日巳时行初定礼，五月十三日巳时行成婚礼。公主結婚額外賞賜銀兩之例始於乾隆二十五年，時和嘉公主下嫁富察氏，除和碩公主嫁妝份例中的一萬兩外，乾隆帝又額外賞賜一萬兩讓其開設當舖收利息。乾隆二十八年八月二十三日，和嘉和硕公主分娩头生儿子（豐紳濟倫），其子洗三之喜盆内放三钱重金錁二錠，银錁四錠，亦送了一對年命相合乳母夫妇。
乾隆三十二年九月初，乾隆帝命预备陀罗经被以备公主事出，并命住在京城的章嘉呼图克为公主看病。同月初七日公主去世，年僅二十三歲。乾隆帝曾寄谕在京办事王大臣等，命儲秀宮皇贵妃、景仁宮穎妃，还有皇贵妃魏氏所生的七公主、九公主前去探望病重的和硕和嘉公主，惟在公主去世當天才出發，為時已晚。《餵馬檔》載皇贵妃魏氏带着穎妃等人，出宫到和嘉公主府。公主去世后三日，皇贵妃魏氏又獨自去了和嘉公主府一次。

## 和硕和嘉公主园寝
和嘉公主園寢的寶頂前是設石五供的，祭台是用四個石鼓支著的，與帝后陵的祭台有所不同。即使規模龐大、規制崇宏的怡親王胤祥園寢和端慧皇太子園寢也未見設有石五供。而且園寢中有重簷歇山頂的碑亭（醇賢親王碑亭是單簷的）。此外，寶頂下鹼有帶瓦壟的石須彌座。須彌座上有許多精美的雕刻圖案，比孝和皇后、孝靜皇后、果親王允禮等人的寶頂的須彌座規格還高。

## 影視改編
在瓊瑤著名的小說和電視劇還珠格格中的女主角夏紫薇是以和碩和嘉公主為原型創作的角色，在劇中是乾隆帝和民間才女夏雨荷相愛一起生下的女兒為虛構。

### 電視劇
| 年份 | 劇名            | 演員   | 剧中姓名 | 劇中稱謂 |
| 1998 | 還珠格格        | 林心如 | 夏紫薇   | 紫薇格格 |
| 1999 | 還珠格格 第二部 | 林心如 | 夏紫薇   | 紫薇格格 |
| 2003 | 還珠格格 第三部 | 馬伊俐 | 夏紫薇   | 紫薇格格 |
| 2011 | 新還珠格格      | 海陸   | 夏紫薇   | 紫薇格格 |

2022   飞狐外传       董颜